# Mociu
Mociu (deutsch Motsch, ungarisch Mócs) ist eine Gemeinde im Kreis Cluj, in der Region Siebenbürgen in Rumänien.

## Geographische Lage

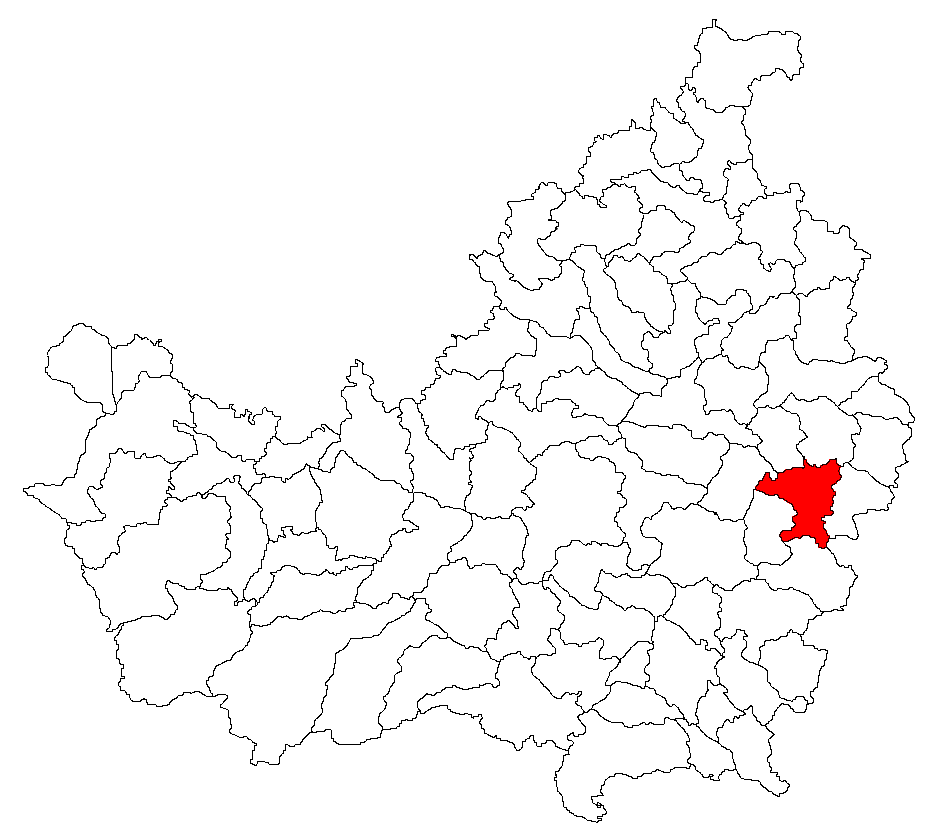
Lage der Gemeinde Mociu im Kreis Cluj

Die Gemeinde Mociu liegt in der Siebenbürgischen Heide (Câmpia Transilvaniei) – Teil des Siebenbürgischen Beckens – im Osten des Kreises Cluj. Der Ort Mociu liegt am gleichnamigen Bach ein linker Zufluss des Fizeș und an der Nationalstraße 16 23 Kilometer nordwestlich von der Kleinstadt Sărmașu (Kreis Mureș), und etwa 40 Kilometer östlich von der Kreishauptstadt Cluj-Napoca (Klausenburg) entfernt.

## Geschichte
Der Ort Mociu wurde nach unterschiedlichen Angaben 1219 oder 1329 erstmals urkundlich erwähnt. Auf eine Besiedlung der Region bis in die Frühbronzezeit deuten nach Angaben von M. Roska archäologische Funde östlich des Gemeindezentrums, bei dem von den Einheimischen Areal genannt Ocoliș bis in die Latènezeit zurück.
Im Königreich Ungarn war das heutige Gemeindezentrum (Mocs) Hauptsitz eines Stuhlbezirks in der Gespanschaft Klausenburg. Anschließend gehörte die Gemeinde dem historischen Kreis Cluj und ab 1950 dem heutigen Kreis Cluj an.
Am 3. Februar 1882 ist auf dem Gebiet der Gemeinde Mociu der größte Meteorit in Rumänien gefallen. Das größte Stück des Meteorits – 35,7 Kilogramm – wurde auf dem Areal des Gemeindezentrums; restliche Teile auf einem Umkreis von 15 Kilometer gefunden. 42 kg des Meteorits befinden sich im Museum für Mineralogie (Muzeul de Mineralogie) in Cluj-Napoca und zahlreiche kleinere Teile wurden in über 100 Museen weltweit verteilt. Der Meteorit soll etwa 300 Kilogramm gewogen haben.

## Bevölkerung
Die Bevölkerung der Gemeinde entwickelte sich wie folgt:
| 1850 | 2.796 | 1.910 | 732   | - | 81  |
| 1920 | 4.527 | 2.977 | 1.334 | 5 | 211 |
| 1956 | 5.758 | 4.122 | 1.368 | - | 268 |
| 2002 | 3.494 | 2.589 | 595   | 1 | 309 |
| 2011 | 3.313 | 2.263 | 501   | - | 549 |
| 2021 | 3.300 | 2.275 | 398   | - | 627 |

Seit 1850 wurde auf dem Gebiet der heutigen Gemeinde Mociu die höchste Einwohnerzahl 1956 ermittelt. Die höchste Einwohnerzahl der Rumänen (4128) wurde 1966, die der Magyaren (1489) und die der Rumäniendeutschen (90) 1910, und die der Roma (426) 2021 ermittelt.
Die Hauptbeschäftigung der Bevölkerung sind die Landwirtschaft und Viehzucht.

## Sehenswürdigkeiten
- Im eingemeindeten Dorf Boteni (ungarisch Botháza) die reformierte Kirche im 13. Jahrhundert errichtet und im 17. erneuert, steht unter Denkmalschutz.[7]
- Im eingemeindeten Dorf Chesău (veraltet Cheșeu, Chișău; ungarisch Mezökeszü) die reformierte Kirche im 15. Jahrhundert errichtet und im 18. erneuert, gleichzeitig der Glockenturm errichtet und die Holzkirche Sfinții Arhangheli Mihail și Gavriil, im 18. Jahrhundert errichtet, stehen unter Denkmalschutz.[7]
- Im eingemeindeten Dorf Crișeni (veraltet Tăuthaza; ungarisch Tótháza) die Holzkirche Sfinții Arhangheli Mihail și Gavriil, 1791 errichtet und im 19. Jahrhundert erneuert, gleichzeitig der Glockenturm errichtet, stehen unter Denkmalschutz.[7]